# Domenico Tarugi
Domenico Tarugi (Ferrara, 1638 – Ferrara, 27 dicembre 1696) è stato un cardinale e arcivescovo cattolico italiano.

## Biografia
Nacque nel 1638.
Papa Innocenzo XII lo elevò al rango di cardinale nel concistoro del 12 dicembre 1695.
Morì il 27 dicembre 1696.

## Genealogia episcopale
La genealogia episcopale è:
- Cardinale Scipione Rebiba
- Cardinale Giulio Antonio Santori
- Cardinale Girolamo Bernerio, O.P.
- Arcivescovo Galeazzo Sanvitale
- Cardinale Ludovico Ludovisi
- Cardinale Luigi Caetani
- Cardinale Ulderico Carpegna
- Cardinale Paluzzo Paluzzi Altieri degli Albertoni
- Cardinale Gaspare Carpegna
- Cardinale Giacomo Boncompagni
- Cardinale Domenico Tarugi